# Barranc de la Coscolla
El barranc de la Coscolla és un barranc, afluent del riu de Manyanet. Discorre per l'antic terme de Benés, de l'Alta Ribagorça, tot i que administrativament pertany al terme de Sarroca de Bellera, al Pallars Jussà.
Es forma en el Coll de Sas, al sud-est del poble de Sas i al nord-est de Sant Quiri de Sas. Des d'aquest lloc baixa cap al sud-est, passant pel sud del poble de Benés, i s'aboca en el riu de Manyanet a prop de la Borda de Bonet, al nord de la Mola d'Amunt.